# John Lloyd (tennisser)
John Lloyd (Leigh-on-Sea, 27 augustus 1954) is een voormalig tennisser uit het Verenigd Koninkrijk.
Hij was de eerste Britse tennisser die tijdens het open tijdperk de finale haalde van een grandslamtoernooi in het enkelspel. Dat was in december 1977, toen hij in de finale van het Australian Open in vijf sets verloor van de Amerikaan Vitas Gerulaitis. Pas in 1997 was het weer raak, toen Greg Rusedski de US Open-finale bereikte.
Lloyd haalde de 23e positie op de ATP-wereldranglijst. Hij won het Pennsylvania Lawn Tennis Championship van Merion, Haverford (Pennsylvania), onderdeel van het Grand Prix-circuit van 1974.
Als dubbelspeler was hij succesvoller: hij won drie grandslamtitels in het gemengd dubbelspel samen met partner Wendy Turnbull, twee keer op Wimbledon en één keer op Roland Garros. In het herendubbelspel won hij toernooien in Londen (met zijn oudere broer David Lloyd in 1976) en Hawaï (met Nick Saviano in 1979).
Hij is sinds 1990 werkzaam als tenniscommentator voor de BBC tijdens het Wimbledon-toernooi en sinds 2009 bij Sky Sports bij het US Open. Verder is hij eigenaar van een bedrijf in voedingssupplementen voor (top)sporters.
John Lloyd was gehuwd met Chris Evert van 1979 tot 1987, is hertrouwd, heeft twee kinderen en woont in de Verenigde Staten.

## Resultaten grandslamtoernooien
| Legenda | Legenda                          |
| ------- | -------------------------------- |
| g.t.    | geen toernooi gehouden           |
| l.c.    | lagere categorie                 |
| –       | niet deelgenomen                 |
| G       | uitgeschakeld in de groepsfase   |
| 1R      | uitgeschakeld in de eerste ronde |
| 2R      | uitgeschakeld in de tweede ronde |
| 3R      | uitgeschakeld in de derde ronde  |
| 4R      | uitgeschakeld in de vierde ronde |
| KF      | uitgeschakeld in de kwartfinale  |
| HF      | uitgeschakeld in de halve finale |
| F       | de finale verloren               |
| W       | het toernooi gewonnen            |
| w-v     | winst/verlies-balans             |

### Enkelspel
| toernooi        | 1973 | 1974 | 1975 | 1976 | 1977 | 1977 | 1978 | 1979 | 1980 | 1981 | 1982 | 1983 | 1984 | 1985 | 1986 |
| --------------- | ---- | ---- | ---- | ---- | ---- | ---- | ---- | ---- | ---- | ---- | ---- | ---- | ---- | ---- | ---- |
| Australian Open | –    | 2R   | –    | 2R   | –    | F    | –    | –    | –    | –    | 1R   | 4R   | 2R   | KF   | g.t. |
| Roland Garros   | 2R   | 1R   | 2R   | 1R   | 1R   | 1R   | 3R   | 2R   | –    | –    | 3R   | 1R   | 2R   | 2R   | 1R   |
| Wimbledon       | 3R   | 1R   | 1R   | 1R   | 2R   | 2R   | 1R   | 1R   | 1R   | 2R   | 1R   | 1R   | 3R   | 3R   | 1R   |
| US Open         | 2R   | 2R   | 2R   | 3R   | 2R   | 2R   | 3R   | 3R   | –    | 1R   | –    | 4R   | KF   | 2R   | –    |